# Acide
Acide (auch Acide e Galatea; Hob. XXVIII:1) ist eine Festa teatrale in einem Akt von Joseph Haydn (Musik) mit einem Libretto von Giovanni Ambrogio Migliavacca nach Pietro Metastasios La Galatea. Sie wurde am 11. Januar 1763 anlässlich der Hochzeit von Anton Esterházy, dem ältesten Sohn von Nikolaus Esterházy I., mit der Gräfin Maria Theresia Erdödy in Eisenstadt erstmals aufgeführt. Eine überarbeitete Fassung wurde am 25. September 1774 im Schloss Esterházy gespielt. Das Werk ist nur unvollständig erhalten.

## Handlung
Das Libretto basiert auf einer Geschichte aus dem dreizehnten Buch der Metamorphosen von Ovid und den Idyllen VI und XI von Theokritos: Die Nymphe Galatea (Galateia), eine der Nereiden, liebt den Hirten Acide (Akis). Der Kyklop Polifemo (Polyphem) begehrt Galatea ebenfalls und erschlägt Acide aus Eifersucht. In ihrer Trauer verwandelt Galatea ihn daraufhin in einen Fluss.
Die folgende Inhaltsangabe ist dem ersten Band von Carl Ferdinand Pohls Biografie Joseph Haydn entnommen. Sie wurde lediglich sprachlich geringfügig überarbeitet.
Sizilien in Meeresnähe, am Fuße des Ätna
Szene 1. Galateas Freundin Glauce beschwört Acide, sich vor Polifemo, der ihm nach dem Leben trachtet, durch die Flucht zu retten. Acide entgegnet, dass ihn die Liebe der schönen Galatea stärke, er kenne keine Furcht und werde sie nicht verlassen (Arie Acide: „La beltà, che m’innamora“).
Szene 2. Galatea tritt auf und bittet die Freundin um Rat, auf welche Art sie ihren Geliebten vor dem Kyklopen schützen könne. Glauce rät ihr, die Gegend zu verlassen und Acide und ihre Liebe zu vergessen. „Niemals!“ Galatea betet ihren Acide an, wenn auch Gefahren ihrer Liebe drohen; zu glücklich wäre das Herz, wenn es keine Leiden kennen sollte (Arie Galatea: „[Di questo core …] Troppo felice“).
Szene 3. Polifemo versucht, Glauce über Galatea auszuforschen. Diese foppt ihn mit seiner Liebe: Er solle sie sich aus dem Sinn schlagen, denn sie selbst sei in ihn verliebt. Sein Antlitz sei voller Zauber, dem kein Herz widerstehen könne. Sie werde nicht so grausam sein wie Galatea, sondern ihm Treue geloben (Arie Glauce: „Perché stupisci tanto“).
Szene 4. Polifemo ist allein und verwirrt. Er ist sich seiner Hässlichkeit durchaus bewusst, doch sei auch sein Antlitz weniger gefällig, habe er dafür ein männliches Herz; seine Vorzüge liegen im Mut und nicht in der Schönheit (Arie Polifemo: „Se men gentile“).
Szene 5. Acide und Galatea wandeln einander liebkosend am Meeresufer. Galatea fordert den Geliebten zur Flucht auf: „Meine Muschel ist bereit, der Wind ist günstig; das salzige Nass wird unserer brennenden Liebe eine ruhige Stätte bereiten.“ Er ist zu allem bereit: „Geleite mich, wohin du willst, sei es im Sturm oder inmitten der Klippen, ich folge dir nach.“ Glauce kommt und warnt, der Riese halte sich in seiner nahegelegenen Höhle auf. „Sobald die Nacht angebrochen ist und er schläft, dann – möge der Himmel euch geleiten. Doch jetzt müsst ihr euch für kurze Zeit trennen; du, Acide, kehre zurück in dein Versteck – du, Galatea, unter die Wellen.“ Acide ist untröstlich, doch er will gehorchen, nur möge ihm Galatea die Treue bewahren (Accompagnato Acide: „Misero! Che ascolto?“)
[Die Musik der Szenen 6–10 ist nicht erhalten]
Szene 6. Polifemo erscheint unerwartet. Glauce überredet Galatea, sich zu verstellen.
Szene 7. Polifemo erschöpft sich in Beteuerungen seiner Liebe: „Reizende Galatea! Weißer als die Lilie, lebhafter als Purpur, leichter und flüchtiger als der Wind, erhöre mich!“ Glauce macht ihn darauf aufmerksam, dass Galatea ihre Meinung geändert, dass sich ihre Verachtung in Liebe verwandelt habe. Nur sie allein habe Grund, darüber bekümmert zu sein. Polifemo glaubt sich wirklich geliebt; Galatea solle sich in seinen Schutz begeben, er werde ihren Schlaf mit Gesang schmeicheln. Er bietet ihr Früchte an – sie zeigt sich noch immer zurückhaltend. Er will Antwort haben, ob sie ihn liebe. Sie ruft aus: „Ich hasse dich. Was soll ich an dir finden mit deinem grobschlächtigen Gesicht, deinem struppigen Haar, mit deiner hässlichen Stimme. Du Schrecken der Wälder, teuflisches Gemüt, das kein Recht kennt, das Menschen und Götter, Himmel und Erde beleidigt.“ Polifemo ruft: „Du weißt wohl, dass ich den rauchenden Ätna umzustürzen vermag, dass ich in den tiefsten Gründen Tetide (Thetis) und Doride (Doris) und so viele Gottheiten das Meer birgt, vernichten kann. Zittre, Undankbare, für dich und für deinen Acide, zittre vor meiner Wut!“ Galatea antwortet unerschrocken: „Ich verlache deine Wut; an der Seite meines Liebsten bin ich unter den Wellen sicher und verspotte dich vom Meere aus.“
Szene 8. Polifemo wendet sich an Glauce und bietet ihr die verschmähten Früchte an; sie solle unverzüglich seine Braut werden, um den Hochmut zu bestrafen. Glauce aber erklärt ihm rundweg, dass auch sie ihn hasse. Nie habe sie ein schlimmeres Ungeheuer gesehen; er sei die Plage der Gegend, eine grausame Qual für jedes Herz.
Szene 9. Polifemo schwört Rache: „Wie! ich, der Sohn Neptuns, der stärkere Bruder von Steropes und Brontes, bei deren Drohen selbst die Gestirne zittern, soll solche Verhöhnung erdulden?! Das Blut des Nebenbuhlers soll dafür büßen.“ Er bemerkt Acide und versteckt sich zwischen den Klippen.
Szene 10. Acide kommt und nach ihm Glauce, die ihn bittet, einen Augenblick zu warten. Sie werde Galatea benachrichtigen. „Dann eilet rasch von dannen. Ich warne dich aber, die Wut des Barbaren nicht zu reizen.“ Acide ruft: „Geh! Ich fürchte den Grausamen nicht …“ Es waren seine letzten Worte. Polifemo ruft: „Zittere und stirb!“ und schleudert einen mächtigen Felsen auf Acide. (Die hier einsetzende Trauersinfonie beschreibt den Schmerz der Nereiden.) Glauce eilt hinzu, ahnt alles und bricht in Wehklagen aus.
Szene 11. Galatea stürzt atemlos herbei: „Wo ist Acide? Du weinst?“ Sie erfährt das Schreckliche: „Mit jenem Felsen, den er mit der Schnelligkeit des Blitzes vom Berge riss, tötete er deinen Geliebten.“ – Ohnmächtig sinkt Galatea nieder: „Ach Glauce! ich sterbe!“ (Accompagnato Galatea: „Giusti Dei! Misericordia!“). Glauce ruft: „Götter! helft!“ Tetide taucht aus den Wellen auf. (Die wieder beginnende Sinfonie nimmt einen heiteren Charakter an.)
Szene 12. Tetide ruft Galatea ins Leben zurück: „Trockne die reizenden Augen; nach Tagen der Qual warten in Zukunft nur noch Freuden auf dich“ (Arie Tetide: „Tergi i vezzosi rai“). „Aber mein Acide?!“ – „Ich gebe ihn dir zurück. Sieh’ jenen Quell, der im Moment aus dem Felsen hervorquillt und der Wiese entlang als Bächlein dahineilt, er führt dir deinen Acide zu.“
Letzte Szene. Galatea erblickt ihren Abgott mit Meergras bedeckt, das wasserblaue Haar mit Schilf durchflochten. Gegenseitiges Entzücken und glühende Versicherung ewiger Liebe: „Eher soll der Bach zum Ursprung zurückkehren, eher sollen Tag und Nacht ineinander aufgehen, als unsere Seelen treulos werden.“ Und Tetide und Glauce vereinen ihre Stimmen mit dem Liebespaar, indem sie die Handlung beschließen: „Möge das Schicksal uns (euch) so hold sein, als es bis jetzt grausam gewesen!“ (Quartett: „Ah vedrai, bell’idol mio“).

## Gestaltung

### Musiknummern
Die Oper ist unvollständig überliefert. Von der Erstfassung sind die folgenden Stücke erhalten:
- Arie (Acide): „La beltà, che m’innamora“ (Szene 1) – Allegro moderato; für zwei Oboen, zwei Hörner und Streicher
- Arie (Glauce): „Perché stupisci tanto“ (Szene 3) – Andantino; für zwei Oboen, zwei Hörner und Streicher
- Arie (Polifemo): „Se men gentile“ (Szene 4) – Allegro molto; für zwei Oboen, zwei Hörner und Streicher
- Accompagnato (Acide): „Misero! Che ascolto?“ (Szene 5) – Adagio; für Streicher
- Arie (Tetide): „Tergi i vezzosi rai“ (Szene 12) – Allegro moderato; für zwei Flöten, zwei Hörner und Streicher
- Quartett (Galatea, Glauce, Tetide, Acide): „Ah vedrai, bell’idol mio“ (Szene 12) – Allegretto; für zwei Oboen, zwei Hörner und Streicher

Aus der überarbeiteten Zweitfassung von 1774 sind diese Stücke überliefert:
- Ouvertüre – für zwei Oboen, zwei Hörner und Streicher
  - I) (Allegro molto)
  - II) Andante grazioso
  - III) Presto assai
- Fragment der Arie (Galatea): „[Di questo core …] Se nol turbasse crudel timor“ (Szene 2) – für zwei Englischhörner, zwei Hörner und Streicher
- Accompagnato (Glauce): „Il caro tuo tesoro“ – für Streicher
- Aria (Nettuno): „Tergi i vezzosi rai“ (Szene 12) – Allegro; für zwei Oboen, zwei Fagotte und zwei Hörner

Der Dirigent Manfred Huss stellte daraus die folgende Aufführungsfassung zusammen:
- Sinfonia
- Arie (Acide): „La beltà, che m’innamora“ (Szene 1)
- Arie (Galatea): „[Di questo core] Troppo felice“ (Szene 2) – Aufführungsfassung von Manfred Huss
- Arie (Glauce): „Perché stupisci tanto“ (Szene 3)
- Arie (Polifemo): „Se men gentile“ (Szene 4)
- Accompagnato (Acide): „Misero! Che ascolto?“ (Szene 5)
- Entr’acte „Sinfonia flebile“ (vor Szene 11) – Adagio (zweiter Satz der Sinfonie Nr. 12)
- Accompagnato (Galatea): „Giusti Dei! Misericordia!“ (Szene 11) – Aufführungsfassung von Manfred Huss
- Entr’acte „Sinfonia si cangia in allegro“ (vor Szene 12) – Allegro (erster Satz der Sinfonie Nr. 12)
- Arie (Nettuno bzw. Tetide): „Tergi i vezzosi rai“ (Szene 12)
- Quartett (Galatea, Glauce, Tetide, Acide): „Ah vedrai, bell’idol mio“ (Szene 12)

### Orchester
Die Orchesterbesetzung der Erstfassung umfasst die folgenden Instrumente:
- Holzbläser: zwei Flöten, zwei Oboen, (zwei Englischhörner)
- Blechbläser: zwei Hörner
- Streicher

Die Zweitfassung von 1774 benötigt zusätzlich zwei Fagotte.

### Musik
Bei den Arien der Erstfassung handelt es sich durchweg um konventionelle da-capo-Arien. Die Tonsprache dagegen ist modern und stellt die Gefühlslage der Personen differenzierter dar. Acides Accompagnato „Misero! Che ascolto?“ (Szene 5) ist ein Höhepunkt der Oper. Auch das in der Zweitfassung erweiterte Accompagnato der Galatea „Giusti Dei! Misericordia!“ (Szene 11) ist bemerkenswert, da Haydn hier zu ihrem Racheaufruf an die Furien effektvoll die Hörner in tiefer Lage einsetzt. Die Gesangspartien sind grundsätzlich höchst virtuos. Acides Auftrittsarie „La beltà, che m’innamora“ (Szene 1) in C-Dur ist als schmeichelhafte Huldigung an Anton Esterházy zu verstehen. Bei Tetides Arie „Tergi i vezzosi rai“ (Szene 12), der längsten und am stärksten ausgearbeiteten Arie des Werks, könnte es sich um eine Reverenz an die Kaiserin Maria Theresia handeln.

## Werkgeschichte
Die Festa teatrale Acide bezeichnete Joseph Haydn in seinem persönlichen Werkverzeichnis als „Acide et Galatea die aller Erste opera“. Seine älteren Bühnenwerke La marchesa Nespola, La vedova, Il dottore und Il sganarello sind daher im Hoboken-Verzeichnis unter den Schauspielmusiken (Gruppe XXX) eingeordnet.
Die Komposition entstand im Jahr 1762 für die Feier der Hochzeit von Anton Esterházy, dem ältesten Sohn von Nikolaus Esterházy I., mit der Gräfin Maria Theresia Erdödy im Januar 1763. Das Libretto stammt von Giovanni Battista Migliavacca. Es basiert auf Pietro Metastasios Libretto La Galatea, das erstmals 1722 in einer Vertonung von Gioseffo Comito in Neapel aufgeführt worden war.
Die Hochzeit fand am 10. Januar 1763 in Wien statt. Anschließend begab sich die Gesellschaft für die dreitägigen prunkvollen Feierlichkeiten nach Eisenstadt. Die Oper Acide wurde dort am 11. Januar nach der Mittagstafel gezeigt. Die Orchestermitglieder trugen dunkelrote Galauniformen mit Goldsäumen. Es sangen Anna Maria Scheffstoss (Galatea), Karl Frieberth (Acide), Barbara Fux-Dichtler (Glauce), Melchior Griessler (Polifemo) und Eleonore Jäger (Tetide). Die Dekorationen und Kostüme wurden an der Wiener Hofoper hergestellt. Auch Textbücher wurden gedruckt: 12 Stück waren in rotem Taft eingebunden, 24 in „Silberpapier“ und die übrigen 114 Exemplare in Papier. Am Abend gab es einen Ball im großen Schlosssaal. Im weiteren Verlauf der Festlichkeiten wurde noch eine Opera buffa gezeigt. Außerdem gab es einen Maskenball für 600 Personen im illuminierten Schlossgarten. Der Haydn-Biografie von Albert Christoph Dies zufolge erhielt die Aufführung des Acide „allgemeinen Beyfall“.
Einigen Quellen zufolge dachte Haydn bereits 1773 an eine Überarbeitung dieser Oper. Zu einer Aufführung in diesem Jahr kam es jedoch nicht. Eine Neufassung wurde stattdessen am 25. September 1774 im Schloss Esterházy gespielt. Die Arie der Galatea „Tropo felice“ (Szene 2) erhielt eine Koloratur, und das Rezitativ Glauce/Galatea (Szene 11) wurde erweitert. Außerdem ersetzte Haydn die Meeresnymphe Tetide (Alt) durch den Meeresgott Nettuno (Bass). Seine Partie sang Christian Specht. Die Rolle der Galatea übernahm Magdalena Friberth.
Die Musik beider Fassungen ist nur fragmentarisch überliefert. In der ersten Fassung fehlen die meisten Rezitative und vier Arien. Die beiden instrumentalen Zwischenspiele nach Acides Tod und vor Tetides Ankündigung des guten Ausgangs sind im erhaltenen Libretto erwähnt.
Der Dirigent Manfred Huss stellte aus den erhaltenen Stücken eine Neufassung zusammen, die er um zwei Sätze aus Haydns 12. Sinfonie für die instrumentalen Zwischenspiele ergänzte und mit der Haydn Sinfonietta Wien auf CD einspielte.

## Aufnahmen
- Mai 2008 – Manfred Huss (Dirigent), Haydn Sinfonietta Wien.
 Raffaella Milanesi (Galatea), Bernard Richter (Acide), Jennifer O’Loughlin (Glauce), Iván Paley (Polifemo und Nettuno), Adrineh Simonian (Tetide).
 Aus der Florianikirche in Straden in Verbindung mit dem Festival Centropalia.
 BIS-SACD-1812.[4]